# Fritz Machlup

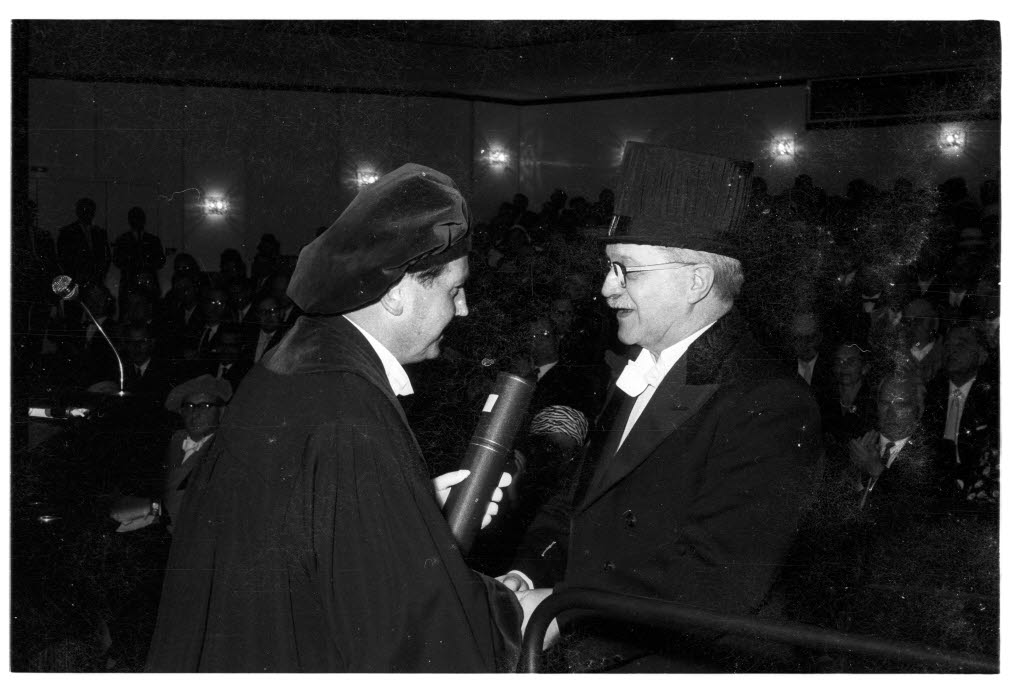
Machlup (à droite) à l'anniversaire des 300 ans de l'université Christian Albrechts (CAU)

Fritz Machlup (Wiener Neustadt (Autriche), 1902 - Princeton, 1983), économiste autrichien (dans les deux sens du terme), fut très influent dans le développement des sciences économiques en contribuant à presque tous ses domaines et en apportant d'importantes clarifications en méthodologie, théorie, et politique. Le comité d'attribution des prix Nobel a cité plusieurs fois son nom bien qu'il ne l'ait jamais reçu.

## Biographie
Fritz Machlup entra à l'université de Vienne en 1920, où il reçut l'enseignement de Friedrich von Wieser et de Ludwig von Mises, qui fut son directeur de thèse, validée en 1923 et publiée en 1925 sous le titre: Die Goldkernwahrung. (The Gold Exchange Standard)
Machlup s'investit dans l'association autrichienne des producteurs de carton (Austrian cardboard-manufacturing firm) (son père était entrepreneur dans ce secteur) en 1922, et aida à la création d'un équivalent en Hongrie en 1923. En 1927, il devint membre du cartel du carton autrichien (Austrian cardboard cartel). Machlup fut aussi trésorier puis secrétaire du séminaire interdisciplinaire de la société d'économie autrichienne (Austrian Economic Society), tout en participant, comme Friedrich Hayek, Oskar Morgenstern et d'autres, aux séminaires informels de Ludwig von Mises.
En tant qu'universitaire basé en Autriche, Machlup publia un ouvrage en 1927 sur l'adoption du Gold Exchange Standard en Europe, deux importants articles sur les effets de la réparation de guerre allemande, et un important livre sur la Bourse (stock market) et la formation de capital, en 1931. En tant qu'autrichien témoin du glissement mondial dans la dépression, Machlup a écrit quelque 150 articles de journaux défendant les politiques économiques libérales.
En 1933, Machlup accepta une bourse bourse Rockefeller qui le mena à Columbia, Harvard, Chicago, et à l'université Stanford, le mettant en contact avec les plus importants économistes américains. Il fut professeur à l'université de Buffalo (1935-1947) et enseigna en tant que visiting professor à l'université de Cornell (1937-8), à la Northwestern University (1939), à Berkeley, Californie (1939), à l'université du Michigan (1941), ainsi que pour deux sessions à Harvard (1936 et 1938-39) et deux autres à Stanford (1940 et 1947). Durant la guerre (son « effort de guerre » personnel), Machlup tint le poste de consultant spécial au département américain du Travail (1942-43), puis au Bureau de la propriété étrangère (Office of Alien Property) alors qu'il était à l'American University (1943-46). C'est pendant cette période qu'il écrivit sur de nombreux sujets, dont des articles majeurs sur l'offre et la demande et le commerce international, ainsi qu'un livre influent qui expose les limites des approches keynésiennes du commerce international et du revenu national. En 1946, Machlup s'attaqua, entre autres questions méthodologiques, au problème de l'utilisation de questionnaires dans les recherches empiriques.
En 1947, Machlup devint professeur d'économie politique à la Johns Hopkins University. The basing-point system (1949), qui fut publié à la suite de la décision de la Cour Suprême en défaveur de ce principe, fut un tour-de-force qui renforça le crédit du véto du président Truman, empêchant toute future tentative de légaliser la pratique. Son travail dans l'organisation industrielle continua avec deux livres publiés en 1952, année où il établit la primauté de la théorie sur les données factuelles et démontra que l'approche économique prétendue « purement factuelle » contient en fait une théorie sous-jacente non explicitée, impensée (« undisclosed theory »). Il fut encore visiting professor à l'université Columbia (1948), à Los Angeles (1949), Kyoto et Doshisha Universities au Japon (1955), ainsi qu'à la Ford Foundation Research. (1957-58).
Il entama ses investigations en théorie de la connaissance (« knowledge ») en 1950, dirigeant la publication de The Economic Review of the Patent System (1958), d'importants articles dans le domaine en 1958 et 1960, The Production and Distribution of Knowledge in the United States (1962), puis Education and Economic Growth (1970). Il publia les trois volumes de Information Through the Printed Word: The Dissemination of Scholarly, Scientific, and Intellectual Knowledge (1978) et les trois premiers volumes (1980, 1982, 1983) d'un projet de dix volumes, nommé Knowledge: Its Creation, Distribution, and Economic Significance.
Fritz Machlup fut directeur du département (« section ») de finance internationale à l'université de Princeton de 1960 à 1971. Il fut visiting professor à la City University de New York (1963-64), l'université de New York (1969-71), université d'Osaka (1970), université de Melbourne (1970), et fut consultant du Trésor américain (1965-77). Ayant travaillé sur l'économie monétaire internationale tout au long des années 1950, il fournit une évaluation exhaustive  (comprehensive assessment) pour expliquer l'apparition de problèmes monétaires internationaux au début des années 1960. En 1963, il constitua une organisation d'universitaires, le Bellagio Group, ayant pour tâche d'étudier ce problème, de développer un consensus academique, et de proposer des solutions pratiques. Son succès dans cette entreprise attira l'attention des gouvernements et des dirigeants des banques centrales (central bankers) qui aboutit à la publication de nombreux ouvrages et articles sur la crise internationale des devises et ses solutions. Robert Triffin le surnomma « l'intellectuel incontesté, leader et mentor de nos vains efforts pour réformer un système monétaire international en déperdition ». Ironiquement, son abandon du principe traditionnel de l'étalon-or l'éloigna temporairement de son mentor, Ludwig von Mises, alors que, au temps où Mises cherchait un éditeur pour son Action humaine (1949), Machlup était intervenu en sa faveur à la Yale University Press et avait été décisif pour la mise au monde de ce sommet de l'école autrichienne.
En 1971, Machlup vint très régulièrement à l'université de New York. Il publia Optimum Social Welfare and Productivity avec Jan Tinbergen, Abram Bergson, et Oskar Morgenstern en 1972. Pendant qu'il continuait son immense projet d'étude du système monétaire international et sur l'économie du savoir (the economics of knowledge), il publia A History of Thought on Economic Integration (1977) et Methodology of Economics and Other Social Sciences (1978). Il s'éteignit à Princeton, New Jersey juste après avoir terminé le troisième volume de Knowledge.
En plus de ses fonctions à la société d'économie autrichienne (Austrian Economic Society), Machlup fut président de la Southern Economic Association (1960), vice-président (1956) puis président (1966) de l'American Economic Association, et enfin président de l'International Economic Association (1971-74). Il fut aussi un membre actif de l'American Association of University Professors, dont il fut le président de 1962 à 1964.

## Pensée

### Théorie de la connaissance
L'interrogation de Machlup porte sur le rôle et l'influence économique de la connaissance. Il fut le premier à chercher à mesurer l’importance de ce secteur de l’économie américaine relatif à ce qu’il appelle « the production and distribution of knowledge » en 1962. Dans ce travail, il montre à partir de données sur le produit nationale de 1958 que le secteur de l’information représentait 29% du produit intérieur brut et 31% de la force de travail. De plus, il estime qu’entre 1947 et 1958, le secteur de l’information a augmenté deux fois plus vite que celui du produit intérieur brut. « En somme, il apparaissait que la société américaine était en train de rapidement devenir une société de l’information ».
Il fournit une classification de cinq types majeurs de connaissance :
1. La connaissance pratique : centre d'intérêt professionnel, connaissance centrale et instrumentale car elle nous permet de nous débrouiller dans le cadre de notre travail ;
2. La connaissance intellectuelle : répond à notre curiosité intellectuelle ;
3. La connaissance de petit bavardage et de passe-temps : curiosité non intellectuelle, pour nos loisirs et notre stimulation émotionnelle ;
4. La connaissance spirituelle, reliée à nos croyances religieuses ;
5. La connaissance non désirée, apprise en dehors de notre champ d'intérêt habituel, généralement par accident et que l'on retient sans trop faire d'effort. Par exemple, le concept de sérendipité en fait partie.

Chaque type de connaissance a un effet sur chacun d'entre-nous en fonction de l'utilisation que nous comptons en faire. Certains d'entre-nous préfèrent certaines connaissances à d'autres parce qu'ils les estiment plus importantes dans leurs vies privées et professionnelles. Cependant, pour l'économiste qui analyse les actions des individus dans une société, il n'y a pas de hiérarchie entre ces connaissances. Les individus accumulent un ensemble de connaissances dans les différentes catégories. Ils les utilisent en fonction de la perception qu'ils en ont de l'adéquation de ces connaissances avec l'action qu'ils doivent entreprendre.

### Autres contributions
- Machlup prit la défense de la théorie autrichienne du capital (initiée par Eugen von Bohm Bawerk), aux côtés de Friedrich Hayek, face aux critiques émises par Frank Knight.
- Machlup prit la défense du marginalisme face aux critiques de Hall et Hitch ainsi que de Richard Lester, dans le cadre de la controverse sur le marginalisme.

### Littérature secondaire
- Jacob S. Dreyer, Fritz Machlup--The Man and His Ideas (1978)